# Eddie Futch
Eddie Futch (ur. 9 sierpnia 1911, zm. 10 października 2001) – amerykański trener bokserski. Wśród pięściarzy, których trenował byli m.in. Ken Norton, Joe Frazier, Larry Holmes, Riddick Bowe i Trevor Berbick.

## Życiorys
Futch urodził się w Hillsboro w stanie Mississippi. Kiedy miał pięć lat, przeprowadził się wraz z rodziną do Detroit w stanie Michigan. Jako nastolatek grał półprofesjonalnie w koszykówkę w drużynie Moreland YMCA Flashes. Chciał iść na studia, lecz z powodu Wielkiego kryzysu musiał pracować w Hotelu Wolverine, aby wesprzeć finansowo swoją rodzinę.
W 1932 roku zwyciężył w mistrzostwach wagi lekkiej w Detroit. W 1933 roku wygrał w Detroit turniej Złotej Rękawicy. Trenował w Brewster Recreation Center Gym. Często sparował z Joem Louisem − przyszłym mistrzem świata.
Lekarze stwierdzili u Futcha problemy zdrowotne. Szmery w sercu uniemożliwiły mu rozpoczęcie profesjonalnej kariery. Postanowił więc zostać trenerem. Jego pierwszym wychowankiem, który został mistrzem świata był Don Jordan (mistrz wagi półśredniej w 1958 roku). Innymi pięściarzami, z którymi Futch pracował byli: Bob Foster, Mike McCallum, Alexis Argüello, Michael Spinks, Marlon Starling, Montell Griffin i Riddick Bowe.
Freddie Roach, który trenował pod okiem Futcha, a następnie został jego asystentem, stwierdził, że był to „najlepszy trener na świecie”.